# Conoxillus alessandrae
Conoxillus alessandrae är en skalbaggsart som beskrevs av Karl Adlbauer 2002. Conoxillus alessandrae ingår i släktet Conoxillus och familjen långhorningar.
Artens utbredningsområde är Kenya. Inga underarter finns listade i Catalogue of Life.